# Entre la chèvre et le chou
Pour plus de détails, voir Fiche technique et Distribution.
Entre la chèvre et le chou (titre original : Angora Love) est un film muet américain réalisé par Lewis R. Foster, sorti en 1929.

## Synopsis
Une chèvre s'attache à Laurel et Hardy. Apprenant que l'animal a été volé, d'après son propriétaire furieux, ils décident de la garder et l'hébergent dans leur appartement. Mais le règlement de l'immeuble interdit la présence d'animaux…

## Fiche technique
- Titre original : Angora Love
- Titre français : Entre la chèvre et le chou
- Réalisation : Lewis R. Foster
- Scénario : Leo McCarey (histoire) et H. M. Walker (intertitres)
- Photographie : George Stevens
- Montage : Richard C. Currier
- Producteur : Hal Roach
- Société de production : Hal Roach Studios
- Société de distribution : Metro-Goldwyn-Mayer
- Pays de production :  États-Unis
- Langue : titres en anglais
- Format : Noir et blanc - 35 mm - 1,37:1  -  Muet
- Genre : Comédie
- Longueur : deux bobines
- Date de sortie :
  - États-Unis : 14 décembre 1929

## Distribution
Source principale de la distribution :
- Stan Laurel : Stanley
- Oliver Hardy : Oliver Hardy

Reste de la distribution non créditée :
- Harry Bernard : le policier
- Charlie Hall : le voisin
- Edgar Kennedy : le propriétaire
- Charley Young : Mr. Caribeau

## Autour du film
- C'est le dernier film muet de Stanley et Oliver.
- Le film est également répertorié sous les titres "un amour de chèvre" ou "un animal encombrant".